# Albert Junkelmann
Albert Junkelmann (* in Roda; † 21. Oktober 1874 in Charkow) war ein deutscher Pianist und Komponist.
Junkelmann, Professor der Musik am kaiserlichen Institut zu Charkow, war Komponist einiger gedruckter Klavierwerke.

## Werke
- 1875: Drei Waldlieder für das Pianoforte
- 1873: Album. Cinq morceaux pour le Piano
- 1872: Zwei Tonstücke für das Pianoforte
- Romance and Melodie. Op. 25. Nos. 2, 4. (Pianoforte)
- Novelette. Op. 25. No. 1. (Pianoforte)